# Romeinse burgeroorlogen
Er waren verscheidene Romeinse burgeroorlogen, vooral tijdens de late republiek. De bekendste is de oorlog in de jaren 40 v.Chr. tussen Julius Caesar en de optimates van de senatoriale elite, aanvankelijk onder leiding van Pompeius en de daaropvolgende oorlog tussen Caesars opvolgers, Octavianus en Marcus Antonius in de jaren 30 v.Chr.. Hieronder is een lijst van burgeroorlogen in het oude Rome.

## Late republiek
- Crisis van de Romeinse Republiek – een langdurige periode van politieke instabiliteit en sociale onrust, van ongeveer 133 v.Chr. tot 44 v.Chr..
- Bellum sociorum (Bondgenotenoorlog), van 91 v.Chr. tot 88 v.Chr. tussen Rome en vele van zijn Italiaanse bondgenoten – Romeinse overwinning.
- Eerste Burgeroorlog tussen Sulla en Marius (88 v.Chr. – 87 v.Chr.), tussen de aanhangers van Lucius Cornelius Sulla en de troepen van Gaius Marius – overwinning voor Sulla.
- Oorlog van Sertorius (83 v.Chr. – 72 v.Chr.), tussen Rome en de provincies van Hispania die onder leiding waren van Quintus Sertorius, een aanhanger van Gaius Marius – overwinning voor Sulla.
- Tweede Burgeroorlog tussen Sulla en Marius (82 v.Chr. – 81 v.Chr.) tussen Sulla en de aanhangers van Marius – overwinning voor Sulla.
- Opstand van Lepidus (77 v.Chr.), toen Lepidus in opstand kwam tegen het regime van Sulla.
- Samenzwering van Catilina (63 v.Chr. – 62 v.Chr.), tussen de Senaat en de ontevreden volgelingen van Lucius Sergius Catilina – Senatoriale overwinning.
- Burgeroorlog tussen Pompeius en Caesar (49 v.Chr. – 45 v.Chr.), tussen Julius Caesar en de optimates, die aanvankelijk geleid werden door Pompeius – overwinning voor Caesar.
- Postcaesariaanse Burgeroorlog (44 v.Chr.), tussen het leger van de Senaat (aanvankelijk onder leiding van Cicero en daarna onder leiding van Octavianus) en het leger van Marcus Antonius, Lepidus, en hun aanhangers – wapenstilstand die resulteert in een vereniging van de krachten.
- Burgeroorlog (44 v.Chr.), tussen het Tweede Triumviraat en de Bevrijders (Brutus en Cassius, de moordenaars van Caesar) – overwinning voor het Triumviraat.
- Siciliaanse Opstand (44 v.Chr. – 36 v.Chr.), tussen het Tweede Triumviraat (voornamelijk Octavianus en Agrippa) en Sextus Pompeius, de zoon van Pompeius – overwinning voor het Triumviraat.
- Perusiaanse Oorlog (41 v.Chr. – 40 v.Chr.), tussen de troepen van Octavianus tegen Lucius Antonius en Fulvia (de jongere broer en vrouw van Marcus Antonius) – overwinning voor Octavianus.
- Burgeroorlog (met onder andere de Slag bij Actium) tussen Marcus Antonius en Octavianus (32 v.Chr. – 30 v.Chr.), tussen Octavianus en zijn vrienden en generaal Agrippa tegen Marcus Antonius en Cleopatra) – overwinning voor Octavianus.

## Keizerrijk

### Augusteïsche interval
Na 30 v.Chr. werd het Romeinse Rijk verenigd onder leiding van Octavianus. In 27 v.Chr. werd Octavianus de titel van Augustus toegekend door de Senaat. Deze twee data worden beschouwd als het einde van de Republiek en de geboorte van het Romeinse Keizerrijk. De periode van de heerschappij van de Caesars staat bekend als de "Pax Augusti" (vrede van Augustus), en was het begin van het tijdperk dat bekendstaat als de "Pax Romana" (Romeinse Vrede). De volgende ernstige burgeroorlog zou niet worden uitgevochten tot na de zelfmoord van Nero in 68, het jaar voor het Vierkeizerjaar.

### Vroege keizerrijk
- Vierkeizerjaar (69), vier keizers, Galba, Otho, Vitellius en Vespasianus, regeerden achtereenvolgens.

Van de heerschappij van de Flavische dynastie tot het Vijfkeizerjaar, ervoer het Romeinse Keizerrijk een langdurige periode van interne vrede en harmonie die later bekend zou staan als de tijd van de "Vijf Goede Keizers" – Nerva, Trajanus, Hadrianus, Antoninus Pius en Marcus Aurelius.

### Midden keizerrijk
- Vijfkeizerjaar (193), nadat de eerste keizer werd vermoord en de tweede werd geëxecuteerd, vochten de laatste drie, Pescennius Niger, Clodius Albinus en Septimius Severus, om de troon.
- Zeskeizerjaar (238), Maximinus I Thrax, de regerende keizer, werd uitgedaagd door een groot aantal rechthebbenden op de troon totdat hij werd afgezet, en Gordianus III keizer werd.
- Burgeroorlog van 284-285, tussen Diocletianus en Carinus – overwinning voor Diocletianus.

### Late keizerrijk
- Burgeroorlogen van de Tetrarchie (306-324), tussen de medekeizers van het Romeinse Keizerrijk, die begon met de usurpatie van Maxentius en de nederlaag van Severus, en die eindigde met de nederlaag van Licinius door toedoen van Constantijn de Grote.
- Romeinse burgeroorlog van 350-353, tussen Constantius II en Magnentius – overwinning voor Constantius.
- Burgeroorlog van 360-361, tussen Constantius II en Julianus Apostata – overwinning voor Julianus.
- Romeinse burgeroorlog van 387-388, tussen Theodosius I en Magnus Maximus – overwinning voor Theodosius I.
- Burgeroorlog van 394, tussen Theodosius I en Arbogast – overwinning voor Theodosius I
- Gildonische Opstand (397-398) tussen Honorius en Gildo - overwinning Honorius
- Burgeroorlog van 407-411 tussen Honorius en Constantijn III - overwinning Honorius
- Burgeroorlog van 411-412 tussen Honorius en Jovianus - overwinning Honorius
- Oorlog van Heraclianus (412-413) tussen Honorius en Heraclianus - overwinning Honorius
- Romeinse burgeroorlog (425) tussen Iohannes tegen Theodosius II  - overwinning Theodosius II
- Romeinse burgeroorlog (427-429) - tussen Flavius Felix en Bonifatius
- Romeinse burgeroorlog (432) tussen Flavius Aëtius en Bonefatius - overwinning Valentinianus III
- Opstand van Ricimer en Majorianus (456)
- Romeinse burgeroorlog (461)

## Antieke bronnen
- Caesar, De Bello civili.
- Plutarchus, Bioi Paralleloi (Gracchen, Marius en Caesar).
- Suetonius, De Vita Caesarum (Caesar en Octavianus).